# 바뭄 문자

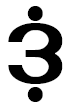

바뭄 문자는 현재 카메룬 품반에 있는 바뭄 왕국 왕인 이브라힘 은조야(1860년경~1933년) 가 바뭄어 표기를 위해 창제한 문자이다. 1896년에 작업이 시작되어 1910년에 만들어졌으며, 음절 문자이다. 첫 네 글자의 이름을 따서 아카우쿠라고도 부른다. 바뭄 왕국은 오늘날의 카메룬 내륙지역에 자리잡은 조그마한 왕국이다. 처음에는 400개가 넘는 음절기호였으나, 점차 다듬어져서 73개의 글자와 숫자 10개로 정립되었다. 등장한 이후로 바뭄 왕국의 역사나 문화를 기록하는데 바로 쓰였다.
카메룬을 식민통치한 프랑스 당국은 바뭄 문자로 쓰인 서적을 빼앗아 없애고, 학교에서 가르치는 것도 금지시켰으나, 독립이후 은조야왕의 후손이 남은 자료들을 모았으며, 가르치려는 시도가 있기도 하다.